# Districte de Cosne-Cours-sur-Loire
El Districte de Cosne-Cours-sur-Loire és un dels quatre districtes del departament de la Nièvre, a la regió de Borgonya-Franc Comtat. Té 7 cantons i 64 municipis, el cap del districte és la sotsprefectura de Cosne-Cours-sur-Loire.

## Cantons
cantó de la Charité-sur-Loire - cantó de Cosne-Cours-sur-Loire-Nord - cantó de Cosne-Cours-sur-Loire-Sud - cantó de Donzy - cantó de Pouilly-sur-Loire - cantó de Prémery - cantó de Saint-Amand-en-Puisaye

## Administració
Sots-prefectes del districte:
- ? - 17 de març del 2008 : Raymond Jourdain
- 4 de juny del 2008 - 29 de juliol del 2011 : Marina Muraro[1]
- 5 de setembre del 2011 - : Etienne Guillet[2]